# 6437 Stroganov
6437 Stroganov (1987 QS7) là một tiểu hành tinh vành đai chính được phát hiện ngày 28 tháng 8 năm 1987 bởi E. W. Elst ở Đài thiên văn Nam Âu.